# Clavulina subrugosa
Clavulina subrugosa é uma espécie de fungo pertencente à família Clavulinaceae.